# ヴィニシウス・ジョゼ・パイション・デ・オリヴェイラ・ジュニオール
ヴィニシウス・ジュニオール（Vinícius Júnior, ブラジルポルトガル語発音: [viˈnisjus ˈʒũɲoʁ]）こと、ヴィニシウス・ジョゼ・パイション・デ・オリヴェイラ・ジュニオール（Vinícius José Paixão de Oliveira Júnior, 2000年7月12日 - ）は、ブラジル・リオデジャネイロ州サンゴンサロ出身のサッカー選手。レアル・マドリード所属。ブラジル代表。ポジションはFW、MF。

## クラブ経歴

### フラメンゴ
2000年にリオデジャネイロ州サンゴンサロで誕生。カメルーン・ティカル族にルーツを持つ。家は貧しかったが、5歳から後に所属するCRフラメンゴの系列サッカースクールでフットサルを通して技術を磨き、10歳でフラメンゴの下部組織に入団した。フラメンゴでは常に年齢より上のカテゴリーでプレーし、13歳の時にはブラジルU-15代表の召集も受けた。2017年1月にはコパ・サンパウロジュニアサッカー選手権大会（国内クラブのU-19チームによる大会）に16歳で参戦し、大会ベストイレブンに選出される活躍を見せて、「今世紀最高の宝石」、プレースタイルから「ニューネイマール」と評されるようになる。
翌月の南米U-17選手権でも得点王と大会MVPに輝き、2017年5月にフラメンゴとプロ契約を結び、5月13日のアトレチコ・ミネイロ戦で16歳10か月でプロデビューを果たした。欧州の強豪クラブも注目していることから5月23日、フラメンゴと2022年まで契約延長し、違約金は従来の3000万ユーロから4500万ユーロに引き上げられた矢先にレアル・マドリードとCRフラメンゴはヴィニシウスの移籍で合意に達した。移籍金は10代のサッカー選手としては破格の4500万ユーロと報じられ、これはブラジル国内では歴代2位の記録となった（1位はネイマール）。国際サッカー連盟（FIFA）は18歳未満の国外移籍を認めていないため、正式な加入は18歳を迎える2018年7月からとなった。その後もフラメンゴでプレーし、2017年8月10日のコパ・スダメリカーナのCDパレスティーノ戦でプロ初ゴールを記録。

### レアル・マドリード

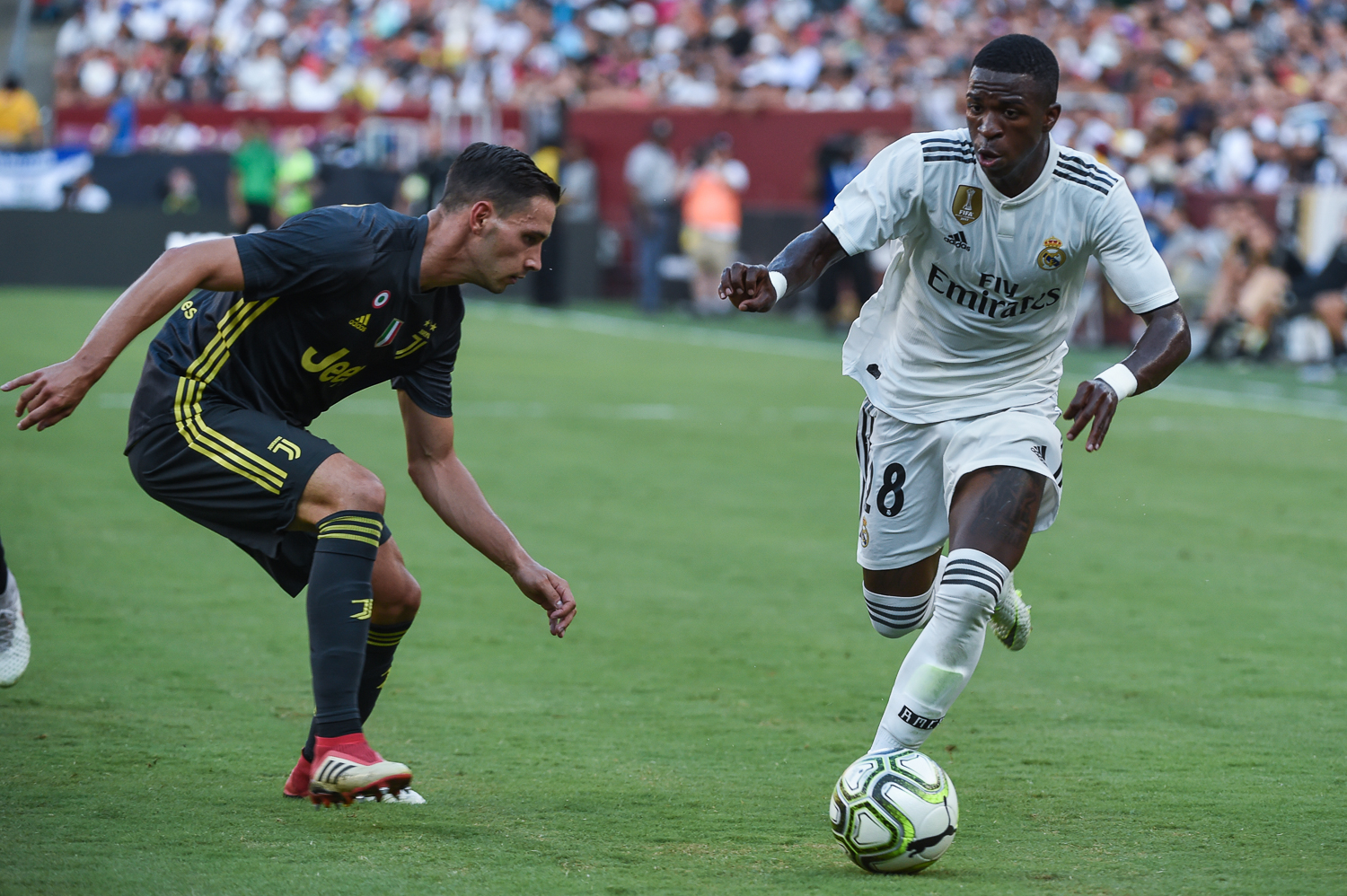
レアル・マドリードでプレーするヴィニシウス（右）

当初は2019年までフラメンゴに残留する契約であったがロペテギ新監督の意向で加入が前倒しされ、2018年7月20日、レアル・マドリードにて入団会見を行った。入団セレモニーの際にはレアル・マドリードのOBでアンバサダーも務める元ブラジル代表のロナウドも立ち会った。2018年夏のトップチームのプレシーズン遠征に帯同、「インターナショナル・チャンピオンズ・カップ 2018」のマンチェスター・ユナイテッド戦でデビュー。まだ年少であることや高額な移籍金のプレッシャーに晒されないように、監督のフレン・ロペテギの意向などにより2018-2019シーズンはトップチームの練習に参加しつつ、Bチームにあたるカスティージャに登録された。カスティージャでは第2節のアトレティコ・マドリードB戦で2ゴールを挙げてレアル・マドリードでの公式戦初ゴールを記録した。その後も3部のカスティージャでは圧巻のプレーを見せており、トップチームの第7節のアトレティコ・マドリードとのマドリードダービーで後半88分から出場、わずか数分の出場だったがトップチームデビューを果たした。その後はトップチームに召集を受けるが終了間際の出場が多く、本領発揮には至らなかったが、2018年10月29日にロペテギが成績不振により解任されると、カスティージャの監督であったサンティアゴ・ソラーリが暫定監督に就任。直後のコパ・デル・レイ4回戦のUDメリリャ戦で先発出場。11月3日に行われた第11節のレアル・バリャドリード戦の後半73分から途中出場、83分にヴィニシウスのクロスが相手選手に当たってゴールに吸い込まれ（記録はオウンゴール）、6戦未勝利と不振を極めるチームを救う起爆剤となった。
2019-20シーズン、エデン・アザールの加入を受け本来のポジションでの出場機会を減らしたものの、2020年3月1日のFCバルセロナとのエル・クラシコでは決勝点となる先制点を決め、最大のライバルからリーグ戦で約4年ぶりとなる勝利に貢献した。このゴールはリオネル・メッシを上回る、21世紀に行われたエル・クラシコでの史上最年少ゴールであった。
2021年8月22日、第2節のレバンテUD戦では2得点の活躍を見せた。12月4日、第16節のレアル・ソシエダ戦では自身初のリーグ戦2桁得点に到達し、好調をキープ。2022年5月12日、第36節のレバンテ戦では自身初のハットトリックを達成して勝利に貢献した。5月28日、UEFAチャンピオンズリーグのリヴァプールFC戦では決勝ゴールを奪い、レアル・マドリードの14度目のCL制覇に貢献した。同年9月5日にスペイン国籍を取得したことを発表。
2023-24シーズンには新たに加入したジュード・ベリンガムのトップ下起用に伴いカルロ・アンチェロッティは3トップから2トップにシステムを変更、ヴィニシウスはセンターフォワードとしてプレーした。2024年1月14日、サウジアラビアのキングサウード・ユニバーシティスタジアムで行われたスーペルコパ決勝のバルセロナとの試合では、前半だけでハットトリックを決め、マドリーの2大会ぶり13度目の優勝に貢献した。また、ヴィニシウスはレアル・マドリードの選手としてバルセロナ戦でハットトリックを達成した史上初のブラジル人選手になったほか、スーペルコパでのエル・クラシコでハットトリックを達成した初の選手にもなった。

## 代表経歴
ブラジル代表として各年代でプレーし、2017年2月、南米U-17選手権に出場しチームを優勝に導き、自身も7得点を記録した。
2022年11月7日、W杯カタール大会に向けたメンバーの1人に選ばれ、決勝トーナメント1回戦の韓国戦で1ゴールを挙げた。
2024年にアメリカ開催されたコパ・アメリカ2024では、グループステージのパラグアイ戦で2ゴールを決めた。しかし、グループステージ最終節のコロンビア戦で試合開始早々にハメス・ロドリゲスとのボールの奪い合いの際に腕を大きく振り払ってハメスの顔に当ててしまいイエローカードを提示された。ヴィニシウスはパラグアイ戦でも判定に抗議してイエローカードをもらっていたため累積警告によって準々決勝のウルグアイ戦は観客席から見守った。試合終盤にウルグアイのナイタン・ナンデスが危険なタックルによるレッドカードで退場したため数的有利になるも、ヴィニシウスを欠いたブラジルはウルグアイの守りを崩すことができず、スコアレスドローで迎えたPK戦の末に敗れてベスト8敗退となった。

## 私生活
- ローマ・カトリック教徒である[22]。
- 慈善団体「Instituto Vini Jr」を設立し、テクノロジーとスポーツを活用してブラジルの貧困層の若者の学習を支援することでより平等な社会にすることを目指している[23]。
- 2025年2月にポルトガルのサッカークラブFCアルヴェルカを買収してオーナーとなった[24][25]。

## 個人成績

### クラブ
2023-24シーズン終了時点
| クラブ              | シーズン     | リーグ       | リーグ戦 | リーグ戦 | カップ戦 | カップ戦 | 国際大会 | 国際大会 | その他 | その他 | 合計 | 合計 |
| クラブ              | シーズン     | リーグ       | 出場     | 得点     | 出場     | 得点     | 出場     | 得点     | 出場   | 得点   | 出場 | 得点 |
| ------------------- | ------------ | ------------ | -------- | -------- | -------- | -------- | -------- | -------- | ------ | ------ | ---- | ---- |
| フラメンゴ          | 2017         | セリエA      | 25       | 3        | 4        | 0        | 7        | 1        | 1      | 0      | 37   | 4    |
| フラメンゴ          | 2018         | セリエA      | 12       | 4        | 2        | 0        | 5        | 2        | 13     | 4      | 32   | 10   |
| フラメンゴ          | 通算         | 通算         | 37       | 7        | 6        | 0        | 12       | 3        | 14     | 4      | 69   | 14   |
| レアル・マドリードB | 2018-19      | セグンダB    | 5        | 4        | -        | -        | -        | -        | -      | -      | 5    | 4    |
| レアル・マドリード  | 2018-19      | プリメーラ   | 18       | 2        | 8        | 2        | 4        | 0        | 1      | 0      | 31   | 4    |
| レアル・マドリード  | 2019-20      | プリメーラ   | 29       | 3        | 3        | 1        | 5        | 1        | 1      | 0      | 38   | 5    |
| レアル・マドリード  | 2020-21      | プリメーラ   | 35       | 3        | 1        | 0        | 12       | 3        | 1      | 0      | 49   | 6    |
| レアル・マドリード  | 2021-22      | プリメーラ   | 35       | 17       | 2        | 0        | 13       | 4        | 2      | 1      | 52   | 22   |
| レアル・マドリード  | 2022-23      | プリメーラ   | 33       | 10       | 5        | 3        | 12       | 7        | 5      | 3      | 55   | 23   |
| レアル・マドリード  | 2023-24      | プリメーラ   | 26       | 15       | 1        | 0        | 10       | 6        | 2      | 3      | 39   | 24   |
| レアル・マドリード  | 2024-25      | プリメーラ   | 30       | 11       | 8        | 1        | 18       | 9        | 2      | 1      | 58   | 22   |
| レアル・マドリード  | 通算         | 通算         | 211      | 65       | 28       | 7        | 74       | 30       | 14     | 8      | 327  | 105  |
| キャリア通算        | キャリア通算 | キャリア通算 | 248      | 72       | 34       | 7        | 86       | 33       | 28     | 12     | 396  | 119  |

### 代表
2024年11月22日現在
試合数
- 国際Aマッチ 37試合 5得点（2019年 - ）[26]

| ブラジル代表 | 国際Aマッチ | 国際Aマッチ |
| 年           | 出場        | 得点        |
| ------------ | ----------- | ----------- |
| 2019         | 1           | 0           |
| 2021         | 8           | 0           |
| 2022         | 11          | 2           |
| 2023         | 6           | 1           |
| 2024         | 11          | 2           |
| 通算         | 37          | 5           |

### 出場大会
- 2021年 - コパ・アメリカ2021 （準優勝）
- 2022年 - 2022 FIFAワールドカップ （ベスト8）
- 2024年 - コパ・アメリカ2024 （ベスト8）

### 代表での得点
| # | 開催日        | 開催地                                       | 対戦国     | スコア | 結果 | 大会                              |
| - | ------------- | -------------------------------------------- | ---------- | ------ | ---- | --------------------------------- |
| 1 | 2022年3月24日 | リオデジャネイロ、エスタジオ・ド・マラカナン | チリ       | 2-0    | 4-0  | 2022 FIFAワールドカップ・南米予選 |
| 2 | 2022年12月5日 | ドーハ、スタジアム974                        | 韓国       | 1-0    | 4-1  | 2022 FIFAワールドカップ           |
| 3 | 2023年6月17日 | バルセロナ、RCDEスタジアム                   | ギニア     | 4-1    | 4-1  | 親善試合                          |
| 4 | 2024年6月28日 | ラスベガス、アレジアント・スタジアム         | パラグアイ | 1-0    | 4-1  | コパ・アメリカ2024                |
| 5 | 2024年6月28日 | ラスベガス、アレジアント・スタジアム         | パラグアイ | 3-0    | 4-1  | コパ・アメリカ2024                |

## タイトル

### クラブ
レアル・マドリード
- プリメーラ・ディビシオン: 3回（2019-20, 2021-22, 2023-24）
- コパ・デル・レイ: 1回（2022-23）
- スーペルコパ・デ・エスパーニャ: 3回（2019-20, 2021-22, 2023-24）
- UEFAチャンピオンズリーグ: 2回（2021-22, 2023-24）
- UEFAスーパーカップ: 2回（2022, 2024）
- FIFAクラブワールドカップ: 2回（2018, 2022）
- FIFAインターコンチネンタルカップ: 1回（2024）

### 代表
- 南米U-15選手権: 2015
- BRICS U-17サッカー選手権: 2016
- 南米U-17選手権: 2017

### 個人
- 南米U-17選手権ベストプレイヤー: 2017
- 南米U-17選手権得点王: 2017
- FIFAクラブワールドカップゴールデンボール: 2022
- ラ・リーガ月間最優秀選手賞: 2回（2021年11月、2024年3月）
- ザ・ベスト・FIFAフットボールアウォーズ: 2024